# 与謝野道子
与謝野 道子（よさの みちこ、旧姓：坂内、1915年6月26日 - 2000年10月31日）は、日本の評論家、随筆家。

## 来歴

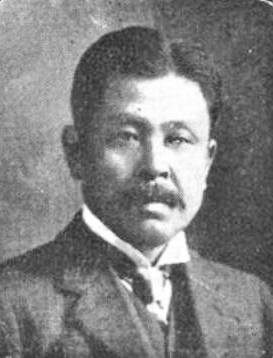
父の坂内虎次

- 1915年6月26日 - 球磨川電気社長などを務めた事業家の坂内虎次の娘として東京に生まれる。
- 女子学院 卒業
- 1935年 - 与謝野秀と結婚。
- 1971年1月25日 - 夫の秀が亡くなる。
- 2000年10月31日 - 死去。

## 出版物
著書
- 1966年 - 『美しく着るために ： 装いのマナーとセンス 』 実業之日本社
- 1967年 - 『どっきり花嫁の記』 主婦の友社
- 1971年 - 『おつきあい学入門』 角川書店
- 1975年 - 『家庭快適術 ： 良妻賢母よさようなら!』 PHP研究所
- 1976年 - 『この母の娘なら』 ごま書房
- 1979年 - 『おんなの快適老年学 ： 女が老いを迎える時』 海竜社
- 1979年 - 『交際を考える』 麒麟麦酒
- 1983年 - 『老いては子に従わず』 主婦と生活社
- 1985年 - 『ハートをつかむ贈りもの』 講談社 ISBN 4-06-201412-2
- 1988年 - 『姑の心、嫁の思い ： 義母・与謝野晶子との会話』 PHP研究所 ISBN 4-569-22347-8

共著
- 1964年 - 『エチケット小事典 ： いつでも,どこでも役立つマナー 』 与謝野秀〈共著〉 光文社

## 親族
- 義父：与謝野鉄幹 - 歌人
- 義母：与謝野晶子 - 歌人
- 夫：与謝野秀 - 外交官
- 長男：与謝野馨 - 政治家
- 次男：与謝野達 - 金融家
- 三女：與謝野文子 - 詩人、美術評論家

## 参考資料
- 与謝野家の人々